# İncesu, Susuz
İncesu là một xã thuộc huyện Susuz, tỉnh Kars, Thổ Nhĩ Kỳ. Dân số thời điểm năm 2010 là 550 người.